# オースチン・ストローベル国際空港
オースチン・ストローベル国際空港（オースチン・ストローベルこくさいくうこう、英: Austin-Straubel International Airport）は、アメリカ合衆国ウィスコンシン州ブラウン郡にある国際空港。グリーンベイの南西13kmに立地している。

## 歴史
空軍のパイロットオースチン・ストローベルを記念して命名された。

## 就航路線
| 航空会社                   | 就航地                                                                                |
| -------------------------- | ------------------------------------------------------------------------------------- |
| デルタ航空                 | アトランタ                                                                            |
| デルタ・コネクション       | アトランタ、デトロイト、ミネアポリス                                                  |
| アメリカン・イーグル       | シカゴ/オヘア                                                                         |
| ユナイテッド・エクスプレス | シカゴ/オヘア                                                                         |
| フロンティア航空           | フォートローダーデール、 季節：デンバー、オーランド、タンパ、デトロイト、ミネアポリス |
| サンカントリー航空         | 季節：フォートマイヤーズ、フェニックス                                                |